# Sint-Gertrudiskerk (Wichelen)
De Sint-Gertrudiskerk is een kerk in de wijk Margote van het Belgische dorp Wichelen. Het is een transeptloze driebeukige kerk. De 48 meter hoge toren is een ingebouwde vierkante voorgeveltoren. De huidige kerk werd in 1873 ingewijd.

## Geschiedenis

### Voormalige kerk
De vroegere parochiekerk van Wichelen stond meer noordwaarts in de oude dorpskom nabij de Schelde. Deze Sint-Gertudiskerk was in oorsprong een Romaanse kerk uit de twaalfde of vroeg dertiende eeuw. Deze werd in 1870 afgebroken.
De voorganger van de huidige Sint-Gertrudiskerk, waarschijnlijk een houten kerkje in vakwerk, moet al bestaan hebben voor het begin van de 12e eeuw (Rijksarchief Gent, bisdom, nr.166). Hierin wordt beschreven hoe Odo, bisschop van Kamerijk, op verzoek van abdis Richeta (Richenza II) en van de dames en kanunniken van Nijvel, het altaar van Wichelen onder de bevoegdheid van de Abdij van Nijvel had geplaatst. De Abdij van Nijvel werd aldus patronus of collator van de kerk van Wichelen. Ze bleef dat tot 1795, de Franse overheersing.
De kandidaat voor de functie van pastoor werd tot 1641 door de abdij voorgedragen. En voor de koster gold dit zelfs tot het einde van het ancien régime.
In 1725 betaalde het kapittel van Nijvel de helft van het nieuwe torengewelf van de oude Sint-Gertrudiskerk. In 1738 nam dezelfde instantie grotendeels het nieuwe hoofdaltaar van de kerk voor haar rekening. De Abdij van Nijvel was ook verantwoordelijk voor het onderhoud van het priesterkoor, wat in de 17e en 18e eeuw tot nogal wat onenigheid met pastoor en parochie leidde.

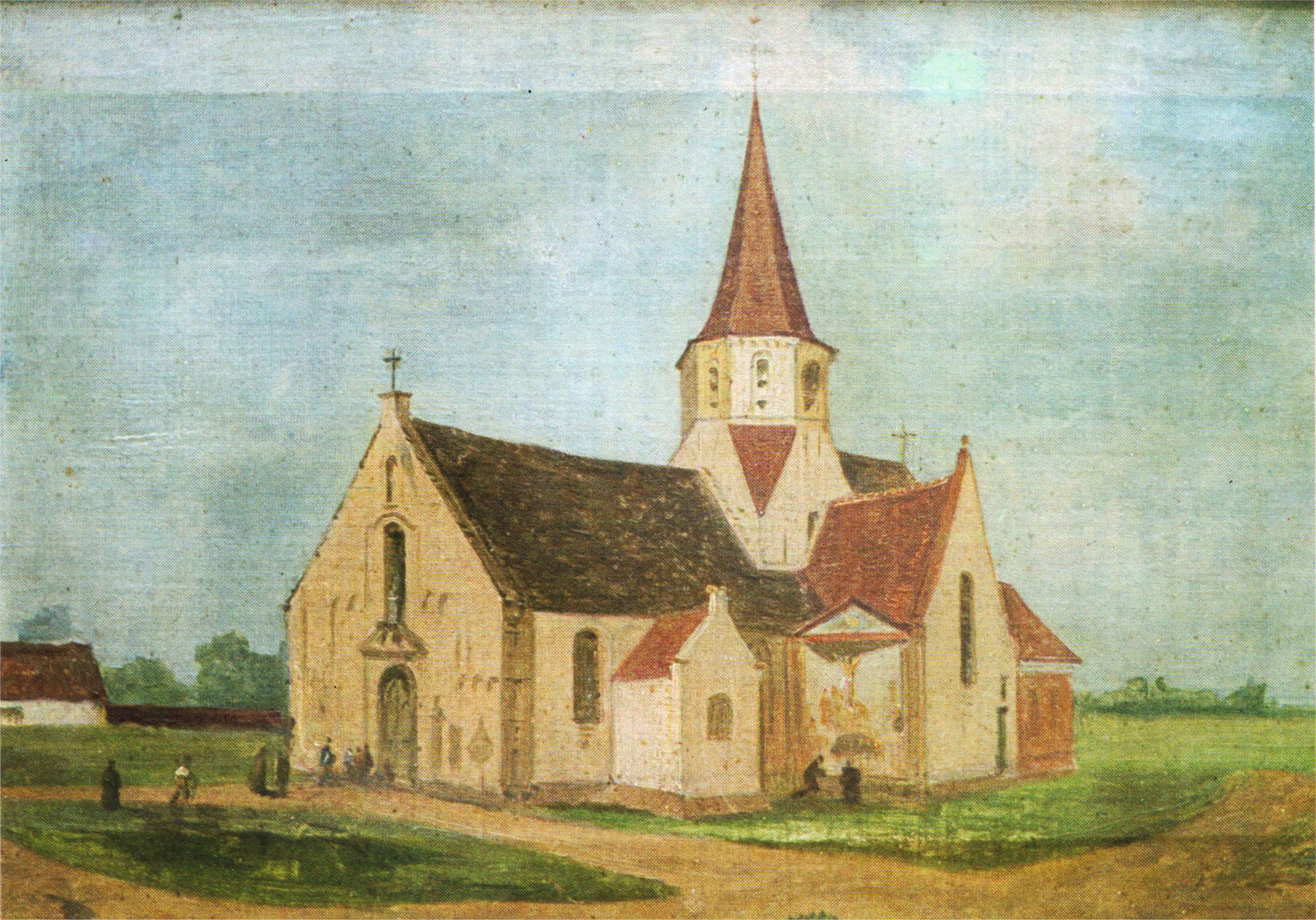
In 1865 maakte een anonieme schilder dit schilderij van de kerk in opdracht van koster Bracke.

Deze stenen kerk uit de twaalfde of vroeg dertiende eeuw werd toegewijd aan Sint-Gertrudis. De kerk werd opgetrokken in Doornikse kalksteen. Samen met de Doornikse bouwstenen verspreidde zich langs de Schelde en haar bijrivieren ook een regionale variant van de romaanse bouwstijl zoals die in Doornik werd toegepast: de  Scheldestijl of het Schelde-romaans. Naast de algemene romaanse stijlkenmerken zoals dikke muren en het gebruik van ronde bogen, had deze Scheldestijl enkele typische kenmerken: de kerken hadden een grondplan in kruisvorm en een toren op een viering. Ook de Sint-Gertrudiskerk werd opgetrokken in het  Schelde-romaans.
Het Schelde-romaans zou het latere Schelde-gotiek als lokale stijl sterk beïnvloeden.
Op het schilderij is evenwel, buiten de vieringtoren, nog maar weinig te merken van deze romaanse bouwstijl. Het uitzicht dat de voormalige Sint-Gertrudis kerk had, op het ogenblik van de afbraak (zie schilderij),was het resultaat van een reeks verbouwingen die naargelang van de behoeften werden uitgevoerd. Deze verbouwingen gebeurden telkens volgens de op dat ogenblik in zwang zijnde bouwstijl. Het oorspronkelijke gebouw was bijna niet meer te herkennen.
In 1587 ging de hele inboedel in vlammen op, inclusief een altaarstuk dat in 1523 geschilderd werd door Adriaen Schollaert van Aalst. Volgens de "Vlaemsche kronyk" van Ph. Van Campene overvielen Franse soldaten in 1587 de gemeente, staken de kerk in brand en zaaiden overal verwoesting. Volgens de toenmalige kronieken zou de kerk twee dagen gebrand hebben en was de brand zichtbaar tot in Uitbergen en Berlare. De aanstelling van pastoor Michael Rossemius op 6 april 1589 diende in de Sint-Martinuskerk (Aalst) te gebeuren omdat de toegang tot de kerk van Wichelen nog steeds bemoeilijkt was.
Van ver vóór de 13e eeuw tot in de 18e eeuw had de vertegenwoordiger van de Abdij van Nijvel elk jaar de plicht om op de muur van de kerk/het klooster als kerstgeschenk een uiterst verzorgd speenvarken klaar te leggen "panem in ore habens" ("met in zijn muil een broodje" - wat in een denombrement van 1457 zelfs onder vorm van een "Aelsterschen voskene"  wordt geëist). Na zorgvuldige keuring door de schepenen werd het varken door de meier in naam van de voogd (in 1457 Geert van Massemen) in ontvangst genomen. Bij afkeuring diende de abdij voor een mooier varkentje te zorgen.

Rond het midden van de 17e eeuw raakte het voorrecht van het kapittel van Nijvel om de pastoor aan te stellen stilaan op het achterplan. Men wilde theologen, afgestudeerd aan de Universiteit Leuven (1425-1797), aanstellen en vanaf 1640, na het overlijden van Petrus van Horenbeke, werd een vergelijkend examen of "concursus" ingesteld; via deze weg werd Joannes Aerts pastoor, en later bv. ook Philippus Mintaert (1708), Maximilianus Herinckx (1721) en Jan-Baptist Janssens (1745).

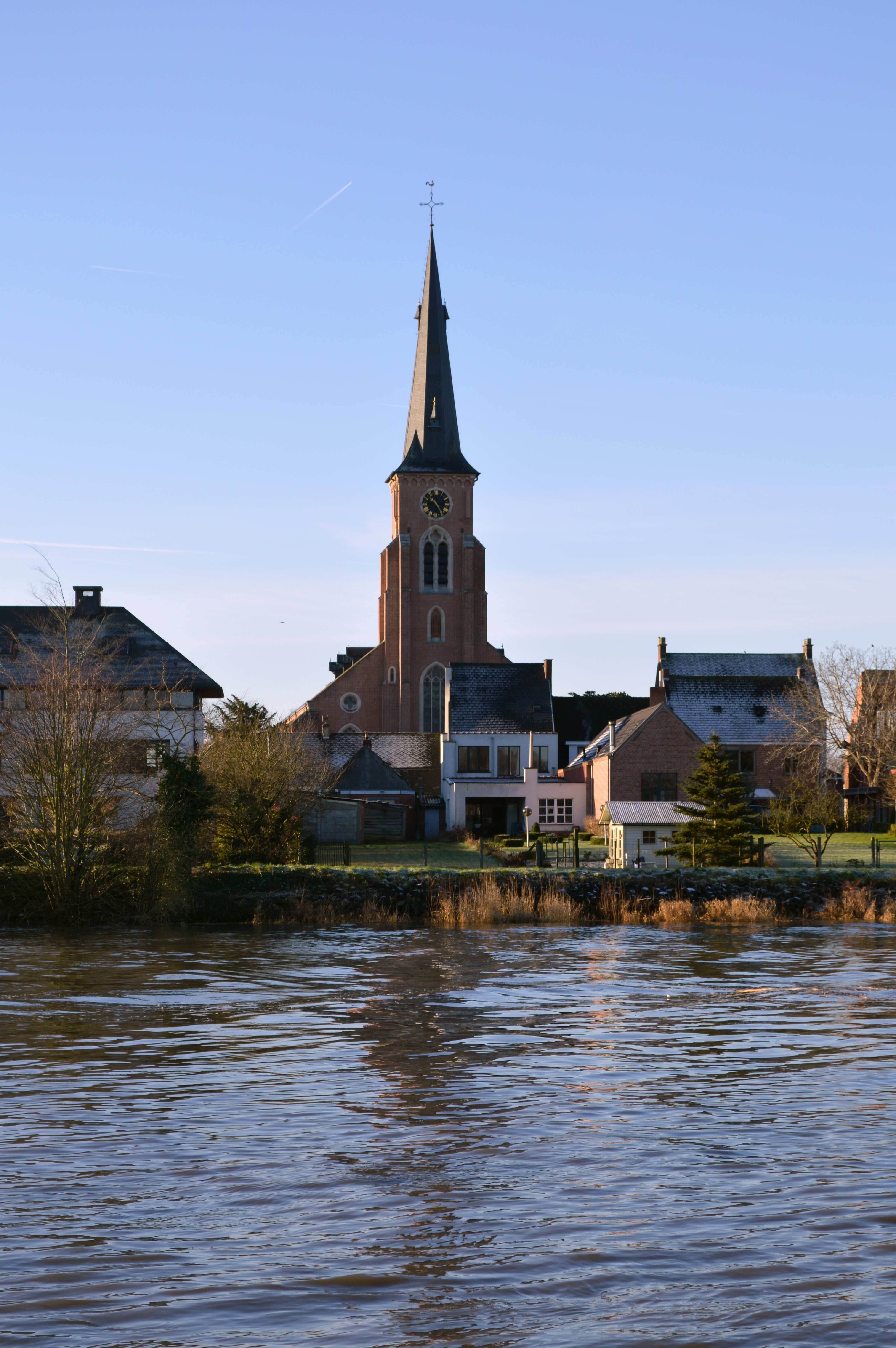
De Sint-Gertrudiskerk gezien vanaf de overkant van de Schelde.

Uit 1738 is bekend dat een nieuw hoofdaltaar grotendeels werd bekostigd door het kapittel van Nijvel, het was ontworpen door een zekere Bousset.
In 1799 werd de opnieuw aangeschafte inboedel van de kerk in beslag genomen en te koop gesteld door vertegenwoordigers van de Franse republiek. De openbare verkoop had plaats in Aalst op de 1e messidor van het 7de jaar van de Franse republiek (19 juni 1799). De in beslag genomen goederen van de kerk werden uiteindelijk toegewezen aan Philippus Persoons uit Wichelen nadat die een bod gedaan had van 300 gulden. De man was een stroman die handelde in opdracht van de parochie. De som van 300 gulden werd in werkelijkheid samengebracht door in totaal 134 Wichelse families (de schenkers werden zorgvuldig vermeld op een lijst die bewaard bleef).

De discussie over het slopen van de bouwvallige romaanse kerk gelegen op het Dorp, verdeelde de parochiegemeenschap Sint-Gertrudis (gemeente Wichelen) van 1865 tot 1870, in twee vijandige kampen. Het ene kamp, aangevoerd door de leden van de kerkraad die voornamelijk op het Dorp woonden, drong aan op het herstel van de Romaanse kerk. Het andere kamp, aangevoerd door pastoor Van Herzele, was voorstander van een nieuwe neogotische kerk op de Margote. Ook het toenmalige gemeentebestuur was verdeeld : burgemeester Van Brabander was voor herstellingen, Eerste schepen Lalemant was ertegen. Beide kampen trachten hun gelijk te halen door hun zaak te bepleiten bij de bisschop, de arrondissementscommissaris, de bestendige deputatie, de provinciegouverneur en de minister van Justitie. Hierbij waren de voor- en tegenstanders van het slopen met wisselende kansen aan de winnende hand. De beide partijen, die geen duimbreed van hun standpunt prijsgaven, kwamen steeds meer tegenover elkaar te staan en maakten elkaar het leven zuur.

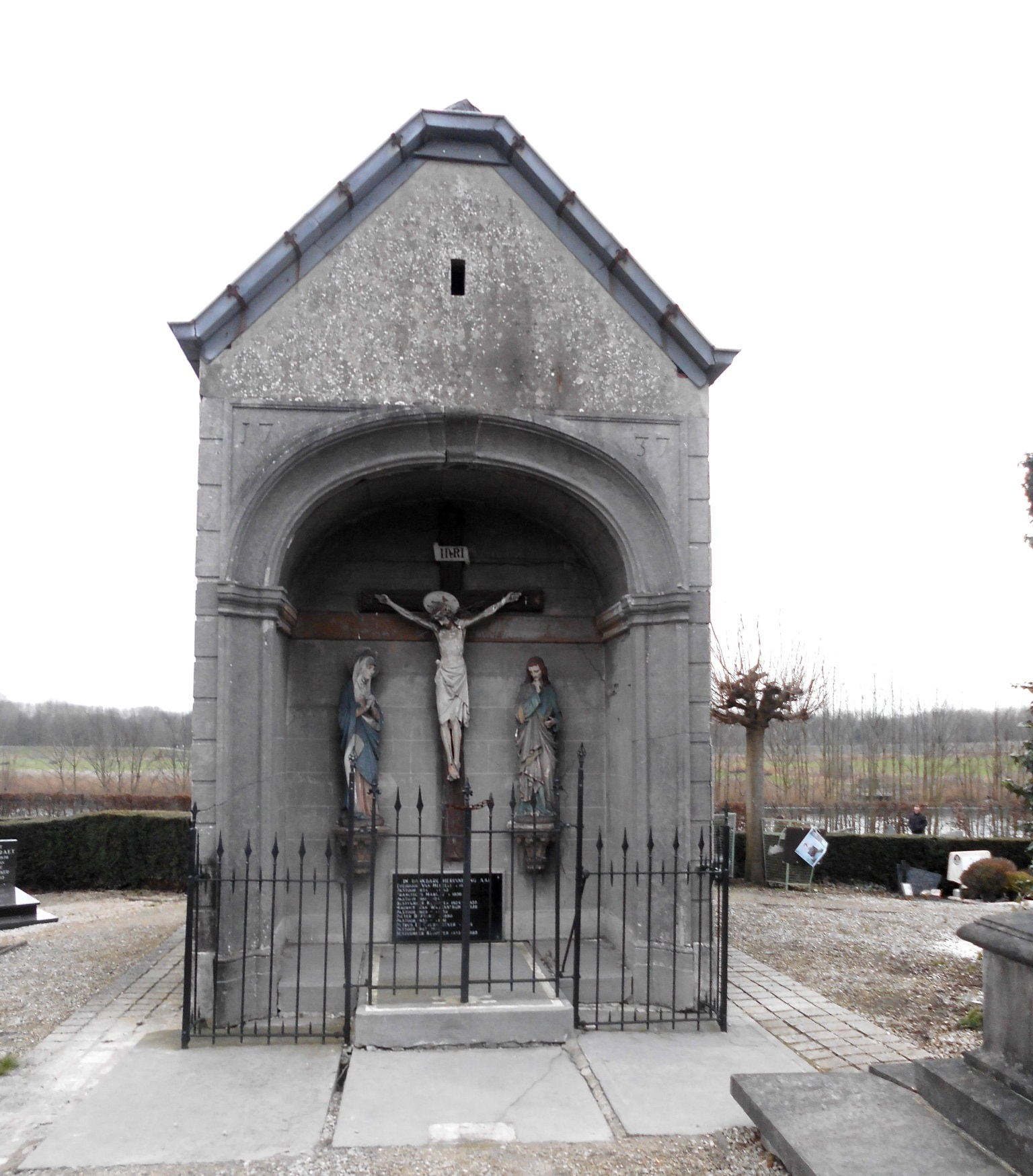
Calvarie met hoofdingang oude kerk - Kerkhof van Wichelen

In 1867 kon het kamp van pastoor Van Herzele zijn slag thuis halen: drie leden van de kerkraad dienden herverkozen te worden. Bij die herverkiezing werden procedurefouten gemaakt. De bisschop vernietigde, op vraag van de pastoor, de herverkiezing van deze drie leden, waarna medestanders van pastoor Van Herzele werden aangesteld als nieuwe raadsleden. De nieuwe kerkraad besliste prompt om de oude kerk af te breken. In het daaropvolgende jaar bereikte de bittere strijd een hoogtepunt. De oude kerkraad aanvaardde de nieuw verkozen kerkraad niet en diende op zijn beurt bij de gouverneur een klacht in tegen de nieuwe kerkraad wegens vermeende procedurefouten, Beide kerkraden namen daarop plaats op de kerkmeesterbanken en beide kerkraden gingen tijdens de misviering rond in de kerk voor de collecte.
In 1868 trok de oude kerkraad in juridisch opzicht definitief aan het kortste einde. Voorafgaand aan de sloop werden de kerkmeubelen van de oude kerk verhuisd naar de houten noodkerk op de Margote. De bewoners van het Dorp jouwden de verhuizers uit en bekogelden hen met stenen.
In 1870 werd de Romaanse kerk gesloopt; het puin werd vervoerd naar de Margote om er te dienen als fundering van de nieuwe kerk. Afkomstig uit de oude kerk zijn de schepen- en kerkmeesterbank, de biechtstoelen, de preekstoel, de grafsteen van de familie de Cordes en de doopvont van eind 16e eeuw. 
De uit 1737 daterende Rococo omlijsting van de oude hoofdingang werd in 1895 gebruikt voor de calvarie op de aan het Oud Dorp voortgezette begraafplaats.

### Bouw huidig kerkgebouw
De huidige kerk en pastorie werden ontworpen door Edmund Serrure sr.
De bouw van de kerk begon in 1870. Eind 1871 stond deze kerk onder dak en in de zomer van 1872 was de toren voltooid. Later dat jaar werd de kerk ingezegend en op 28 juli 1873 werd ze ingewijd door de Gentse bisschop Bracq.
In oktober 1914 (Eerste Wereldoorlog) werd de torenspits kapotgeschoten door oprukkende Duitse soldaten. Pas in 1926 werd de kerktoren opnieuw gerestaureerd: de vorm van de toren werd evenwel gewijzigd, zoals oude postkaarten laten zien.

### Pastoors
| - ?-1340-?: Jacob Bake - ?-1449-?: Gillis Goetman - ?-1557-?: Gillis van Rasselghem (vermoedelijk identiek aan volgende:) - ?-1565-1567-?: Egidius van Raffelghem - ?-1573-1582-?: Petrus Moortgat (in 1573 ook vermeld als Pr. vanden Moortgaete en Pieter vande Moortzele, kennelijk eveneens identiek aan volgende:) - ?-1588-1589: Pieter van den Moortgate - 1589-1591: Michiel Rossen/ van Rossem/Rossemius - 1592-1596: Bartholomeus Benthinck - 1596-?: Frater Jacobus Wilhelmiet - ?-1598-1615-?: Giulielmus Govaerts - ?-1617-1640: Petrus van Hoorenbeeck/Horenbeke - 1641-1645-?: Jan Arens/Joannes Aerts - ?-1649-?: Pieter van Hoorebeke | - ?-1676-1684: Michiel Ambrosy - ?-1691-1708: Jan de Ro(o) - 1708-?-1720-?: Philippus Mintaert - 1721-? : Maximiliaan Herinckx, vermoedelijk dezelfde als: - ?-1723-?: W.M.Nerincx - ?-1724-1730: Frans Mollaert - ?-1737-? Maximilianus Herinckx - ?-1744: Fr. de Hanins - 1745-?: Jan-Baptist Janssens - ?-1787-1788-?-1794-?: Jan-Corneel van den Eynde - ?-1813-?: J.B. Roosens - 1844-1854: Joannes De Jaegher - 1854-1893: Theodoor Van Herzele | - 1893-1899: Juliaan Den Haerynck - 1899-1910: Aloys Van Bogaert - 1910-1924: Franciscus Mabilde - 1924-1929: Kamiel Verdoorent - 1929-1939: Maurice Van Wayenbergh - 1939-1941: Pieter Buyserie - 1941-1945: Joris Vandenbroucke - 1945-1969: Petrus De Causmaecker - 1969-1975: Achiel Smekens - 1975: Petrus Van De Vijver - 1976-1995: Jan Stacino - 1995-2009: Julien Heiremans - 2009-2018: Peter Bracke |